# Halowe Mistrzostwa Świata w Lekkoatletyce 2025 – skok wzwyż kobiet
Skok wzwyż kobiet – jedna z konkurencji technicznych rozgrywanych podczas halowych lekkoatletycznych mistrzostw świata w Nanjing’s Cube w Nankinie.
Tytuł mistrzowski z 2024 obroniła Nicola Olyslagers.

## Terminarz
Źródło: worldathletics.org.
| Data     | Godzina |       |
| -------- | ------- | ----- |
| 23 marca | 11:35   | Finał |

## Rekordy
W poniższej tabeli przedstawiono (według stanu przed rozpoczęciem mistrzostw) rekord świata, rekord halowych mistrzostw świata, rekordy kontynentów oraz najlepszy wynik na listach światowych w 2025.
|                                   | Zawodniczka         | Wynik | Miejsce          | Data                  |
| --------------------------------- | ------------------- | ----- | ---------------- | --------------------- |
| Rekord świata                     | Jarosława Mahuczich | 2,10  | Paryż            | 7 lipca 2024(dts)     |
| Rekord halowych mistrzostw świata | Stefka Kostadinowa  | 2,05  | Indianapolis     | 8 marca 1987(dts)     |
| Rekord Afryki                     | Hestrie Cloete      | 2,06  | Paryż            | 31 sierpnia 2003(dts) |
| Rekord Ameryki Południowej        | Solange Witteveen   | 1,96  | Oristano         | 8 września 1997(dts)  |
| Rekord Ameryki Północnej          | Chaunté Howard      | 2,05  | Des Moines       | 26 czerwca 2010(dts)  |
| Rekord Australii i Oceanii        | Nicola Olyslagers   | 2,03  | Eugene           | 17 września 2023(dts) |
| Rekord Australii i Oceanii        | Nicola Olyslagers   | 2,03  | Canberra         | 27 stycznia 2024(dts) |
| Rekord Azji                       | Nadieżda Dubowicka  | 2,00  | Ałmaty           | 8 czerwca 2021(dts)   |
| Rekord Europy                     | Jarosława Mahuczich | 2,10  | Paryż            | 7 lipca 2024(dts)     |
| Listy światowe                    | Jarosława Mahuczich | 2,01  | Bańska Bystrzyca | 18 lutego 2025(dts)   |

## Listy światowe
Poniższa tabela przedstawia 10 najlepszych wyników na świecie uzyskanych w sezonie 2025 przed rozpoczęciem mistrzostw.
Źródło: worldathletics.org.
| Poz. | Zawodniczka         | Reprezentacja     | Wynik | Data                | Miejsce             |
| ---- | ------------------- | ----------------- | ----- | ------------------- | ------------------- |
| 1.   | Jarosława Mahuczich | Ukraina           | 2,01  | 18 lutego(dts) br   | Bańska Bystrzyca    |
| 2.   | Eleanor Patterson   | Australia         | 1,99  | 18 lutego(dts) br   | Bańska Bystrzyca    |
| 3.   | Maria Żodzik        | Polska            | 1,98  | 30 stycznia(dts) br | Gorzów Wielkopolski |
| 3.   | Rachel Glenn        | Stany Zjednoczone | 1,98  | 1 marca(dts) br     | College Station     |
| 5.   | Kristina Korolowa   | Rosja             | 1,96  | 17 stycznia(dts) br | Czelabińsk          |
| 5.   | Angelina Topić      | Serbia            | 1,96  | 18 lutego(dts) br   | Bańska Bystrzyca    |
| 5.   | Marija Koczanowa    | Rosja             | 1,96  | 18 lutego(dts) br   | Petersburg          |
| 8.   | Christina Honsel    | Niemcy            | 1,95  | 29 stycznia(dts) br | Chociebuż           |
| 8.   | Jelena Kuliczenko   | Cypr              | 1,95  | 1 marca(dts) br     | College Station     |
| 8.   | Karyna Dziamidzik   | Białoruś          | 1,95  | 7 marca(dts) br     | Moskwa              |

Pogrubioną czcionką oznaczono zawodniczki, które wzięły udział w mistrzostwach.

## Wyniki

### Finał
Źródło: worldathletics.org.
| Pozycja | Zawodniczka         | Reprezentacja     | 1,85 | 1,89 | 1,92 | 1,95 | 1,97 | 1,99 | Wynik | Uwagi |
| ------- | ------------------- | ----------------- | ---- | ---- | ---- | ---- | ---- | ---- | ----- | ----- |
| 01 !    | Nicola Olyslagers   | Australia         | –    | o    | o    | o    | o    | xxx  | 1,97  | SB    |
| 02 !    | Eleanor Patterson   | Australia         | –    | o    | xo   | o    | o    | xxx  | 1,97  |       |
| 03 !    | Jarosława Mahuczich | Ukraina           | –    | o    | –    | o    | x-   | xx   | 1,95  |       |
| 4.      | Angelina Topić      | Serbia            | o    | o    | o    | xo   | x-   | xx   | 1,95  |       |
| 5.      | Charity Hufnagel    | Stany Zjednoczone | o    | o    | o    | xxx  |      |      | 1,92  |       |
| 6.      | Imke Onnen          | Niemcy            | o    | xo   | o    | xxx  |      |      | 1,92  |       |
| 7.      | Jelena Kuliczenko   | Cypr              | o    | xxo  | xxo  | xxx  |      |      | 1,92  |       |
| 8.      | Idea Pieroni        | Włochy            | xo   | xo   | xxx  |      |      |      | 1,89  |       |
| 9.      | Kateryna Tabasznyk  | Ukraina           | xo   | xxo  | xxx  |      |      |      | 1,89  |       |
| 10.     | Vashti Cunningham   | Stany Zjednoczone | o    | xxx  |      |      |      |      | 1,85  |       |